# L'osceno del villaggio
L'osceno del villaggio è un album di 10 tracce composto nell'anno 2002 dal cantante partenopeo Federico Salvatore.

## Tracce
1. L'osceno del villaggio
2. C'era nel vicolo
3. Se io fossi San Gennaro
4. Le scarpe
5. A chi conosco?
6. Ma però
7. Ali di Fepo
8. Funeral Tango
9. Tournée
10. Homo Sapiens